# Laurent Lacotte
Pour les articles homonymes, voir Lacotte.
Laurent Lacotte est un acteur français.

## Filmographie sélective

### Longs métrages
- 2023 : La Bête de Bertrand Bonello : L’architecte
- 2016 : Deux Rémi, deux de Pierre Léon : l'homme à la montre.
- 2015 : Pitchipoï de Charles Najman : Ari.
- 2014 : Mon amie Victoria de Jean-Paul Civeyrac : Vincent.
- 2012 : Chercher le garçon de Dorothée Sebbagh
- 2011 : L'Apollonide - Souvenirs de la maison close[1],[2],[3], de Bertrand Bonello ; sélection officielle au Festival de Cannes 2011
- 2011 : La guerre est déclarée[4], de Valérie Donzelli ; sélection à la Semaine de la critique au Festival de Cannes 2011
- 2011 : Drift away, de Daniel Sicard
- 2010 : Des filles en noir, de Jean-Paul Civeyrac ; sélection à la Quinzaine des Réalisateurs au Festival de Cannes 2011
- 2009 : 36 vues du pic Saint-Loup, de  Jacques Rivette
- 2009 : L'Idiot[5],[6],[7] Pierre Léon : le prince Mychkine
- 2008 : Projet Pirate d'Olivier Seror (sorti ?)
- 2007 : La Question humaine, de Nicolas Klotz
- 2007 : La Fabrique des sentiments, de Jean-Marc Moutout
- 2007 : La France[8], de Serge Bozon ; sélection à la Quinzaine des Réalisateurs au Festival de Cannes 2007
- 2007 : Guillaume et les sortilèges[9], de Pierre Léon
- 2006 : À l'est de moi, de Bojena Horackova
- 2006 : Ne touchez pas la hache, de Jacques Rivette
- 2006 : Horezon, de Pascale Bodet
- 2005 : Cap Nord, de Sandrine Rinaldi
- 2005 : Très bien, merci, de Emmanuelle Cuau
- 2005 : Mystification ou l'Histoire des portraits, de Sandrine Rinaldi

### Courts métrages
- 2011 : Les Anges de Port-Bou de Vladimir Léon
- 2011 : Le marais sauvage, Martin Drouot
- 2011 : Le visiteur, Vincent Drouin
- 2007 : Malika s'est envolée, Jean-Paul Civeyrac
- 2003 : Mods[10],[11], Serge Bozon
- 1998 : Direct to Sao Paulo, Jonathan Broda
- 1996 : Maison close, Christophe Dorgebray
- 1995 : Si on allait à la mer, Salomé Alexi

## Distinctions
- Meilleur prix d'interprétation masculine pour Malika s'est envolée - Un festival c'est trop court, Nice, édition 2009

## Extraits de critiques
- Sur L'Apollonide : « Au cœur du récit, enfin, un drame : une des prostituées se fait défigurer par un client (Laurent Lacotte, effrayant). » (Jean-Baptiste Morain, L'Apollonide, souvenirs de la maison close : un film libre et magnifique, Les Inrocks, 17 mai 2011)
  - « (...) quand un beau jeune homme cruel qui ressemble déjà à Pierre Clémenti chez Buñuel choisit de monter, comme chaque soir, avec Madeleine, et d’un coup de couteau lui dessine un sourire scarifié. » (Philippe Azoury, L'Apollonide, beau bordel, Libération, 17 mai 2011)
- Sur L'idiot : « (...) la bonté intangible du prince Mychkine, joué par Laurent Lacotte (merveilleux acteur au visage virginal, apprécié entre autres chez Serge Bozon ou Sandrine Rinaldi). » (Jacky Goldberg, « L'idiot » de Pierre Léon : Dostoïevsky en version légère et cristalline, par un cinéaste discret mais précieux, Les Inrocks, 10 avril 2009[12])
- Sur Mods : « Le mystère ? Car l'agitation, la fièvre et, littéralement, la danse de Saint-Guy qui finissent par tous les [les personnages] étreindre, est due à un seul garçon charismatique, un Dargelos en chemise rayée (Laurent Lacotte, le Jean Sorel 2000), centre absent depuis qu'il a décidé, subitement, de se taire complètement. » (Philippe Azoury, Mods, rock et loufoque, Libération, 23 juin 2005)